# Julian Skrzyp
Julian Skrzyp – polski wojskowy, profesor nauk wojskowych.

## Życiorys
W 1968 r. ukończył studia geodezji i kartografiki w Politechnice Warszawskiej, a w 1976 r. studia inżynierskie w Wojskowej Akademii Technicznej im. Jarosława Dąbrowskiego, w 1981 obronił pracę doktorską w Akademii Sztabu Generalnego Wojska Polskiego im. gen. broni Karola Świerczewskiego, w 1991 r. uzyskał tytuł profesora nauk wojskowych. Został zatrudniony na stanowisku profesora nadzwyczajnego w Instytucie Zarządzania i Marketingu na Wydziale Nauk Ekonomicznych i Prawnych Uniwersytetu Przyrodniczo-Humanistycznego w Siedlcach.
Był profesorem zwyczajnym w Instytucie Strategii na Wydziale Bezpieczeństwa Narodowego Akademii Obrony Narodowej, w Wyższej Szkole Społecznej i Ekonomicznej w Warszawie, oraz w Instytucie Administracji, Samorządu i Prawa na Wydziale Zarządzania Akademii Podlaskiej.
Pełnił funkcję dziekana na Wydziale Zarządzania Akademii Podlaskiej i rektora w Nadbużańskiej Szkole Wyższej im. Marka J. Karpia w Siemiatyczach.
Jest prezesem honorowym Polskiego Towarzystwa Geopolitycznego.